# Aubigny-sur-Nère
Aubigny-sur-Nère is een Franse gemeente in het departement Cher ten noorden van Bourges. De stad telde op 1 januari 2022 5.464 inwoners, die Albiniens worden genoemd.
Aubigny-sur-Nère is vooral bekend om haar Schots verleden. Karel VII van Frankrijk schonk Aubigny in 1423 aan John Stuart, een Schotse legeraanvoerder die hem terzijde had gestaan in de Honderdjarige Oorlog. Nadat de stad in 1512 door een brand verwoest werd, bouwden de Stuarts haar opnieuw op in typische Schotse vakwerkstijl. Uit deze periode zijn een tweehonderdtal huizen zeer goed bewaard gebleven. Ook het kasteel van Aubigny is het werk van de Stuarts. Stad en omgeving staan bekend onder de naam Pays Ecossais. Sinds 1931 en opnieuw sinds 1990 worden jaarlijks Frans-Schotse feesten gehouden in Aubigny-sur-Nère.
Tot in de 19e eeuw leefde de stad voornamelijk van de lakennijverheid. Deze heeft nu plaatsgemaakt voor toerisme en de productie van motoren voor het Formule 1-circuit.

## Geografie
De oppervlakte van Aubigny-sur-Nère bedroeg op 1 januari 2022 61,53 vierkante kilometer; de bevolkingsdichtheid was toen 88,8 inwoners per km².
De plaats ligt in de landstreek Sologne.
De Nère stroomt door de gemeente.
De onderstaande kaart toont de ligging van Aubigny-sur-Nère met de belangrijkste infrastructuur en aangrenzende gemeenten.

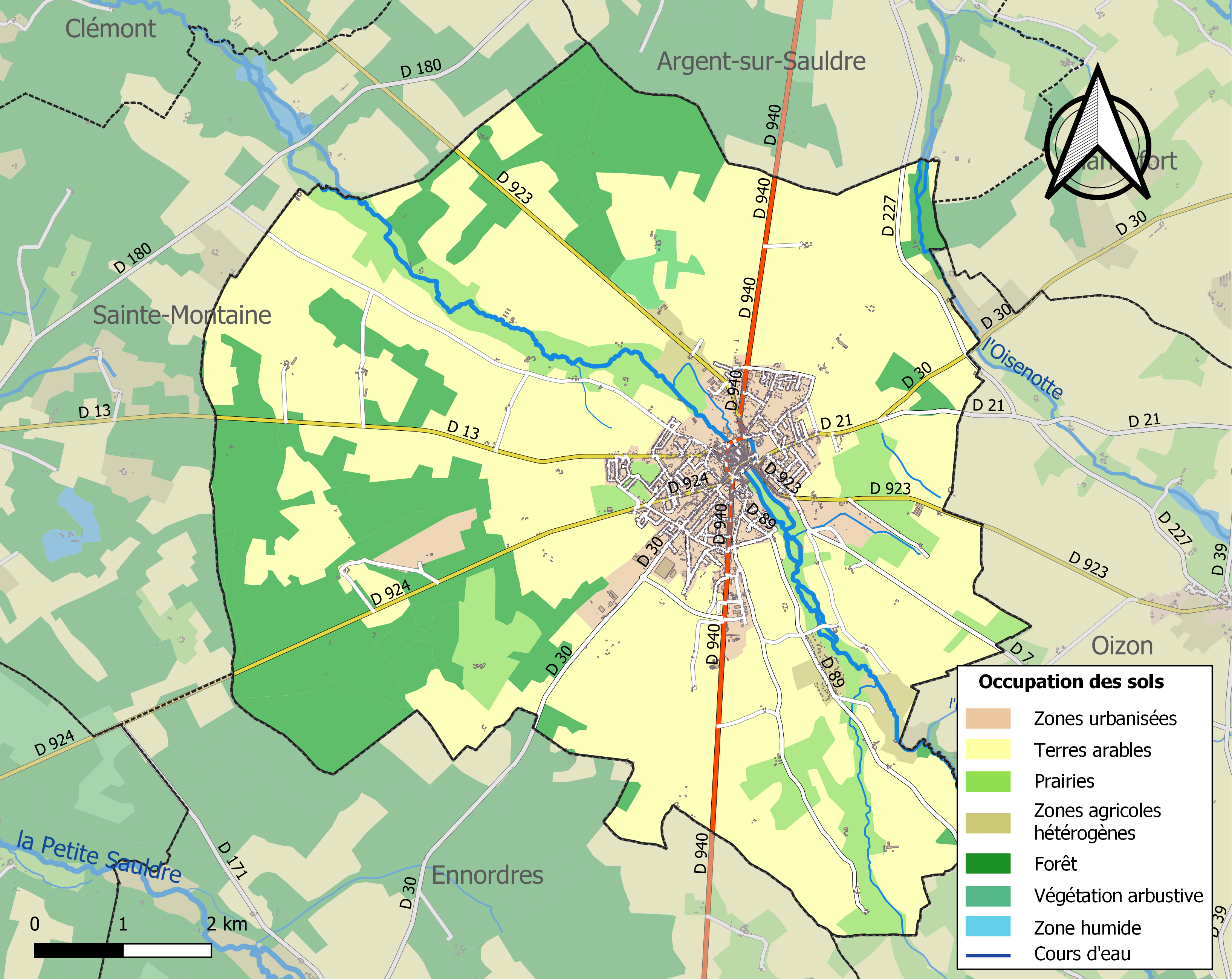

## Demografie
Onderstaande figuur toont het verloop van het inwoneraantal van Aubigny-sur-Nère vanaf 1962.

Bron: Frans bureau voor statistiek. Cijfers inwoneraantal volgens de definitie population sans doubles comptes (zie de gehanteerde definities)

## Geschiedenis
De stad ontwikkelde zich in de 12e eeuw als een bezit van de Abdij Saint-Martin in Tours. In 1189 maakte koning Filips II van Frankrijk van Aubigny een koninklijke stad. Hij liet een mottekasteel bouwen en gaf  Aubigny een stadsmuur met daarin vier poorten. De muur werd gebouwd op het einde van de 12e eeuw en verder in de 13e eeuw en werd verdedigd met ronde torens, die om de vijftig meter werden gebouwd, en met een gracht. Ook liet de koning de kerk Saint-Martin bouwen.
Tijdens de Honderdjarige Oorlog werd het kasteel van Aubigny vernield door de Engelsen. Na de nederlaag in Slag bij Azincourt (1415) riep koning Karel VII van Frankrijk de hulp in van de Schotse koning tegen de Engelsen. Het Schotse hulpleger werd geleid door John Stuart of Darnley, de neef van de Schotse koning. Als beloning kreeg John Stuart in 1423 Aubigny van de Franse koning. De nakomelingen van John Stuart, het huis Stuart de Darnley et d’Aubigny, hielden Aubigny in hun bezit tot de lijn uitstierf in 1672. Béraud en Robert Stuart waren legeraanvoerders van respectievelijk koning Karel VIII en Lodewijk XII tijdens de oorlogen in Italië. Zij lieten zich bij de bouw van de kastelen van Aubigny en La Verrerie (in Oizon) inspireren door de Italiaanse renaissancearchitectuur. In 1512 werd de stad getroffen door een zware brand.
In 1672 kwam de heerlijkheid Daubigny terug aan de Franse kroon maar het jaar erop schonk koning Lodewijk XIV haar aan Louise de Kérouaille, hertogin van Portsmouth en minnares van de Engelse koning. Daubigny bleef in het bezit van haar nakomelingen tot de Franse Revolutie.
In de 16e en 17e eeuw bloeide de stad dankzij de productie en de handel in laken. Voor de productie werden watermolens gebruikt en de productieateliers bevonden zich vooral in de buitenwijken Argent, Oizon en Sainte-Anne. Aan het begin van de 18e eeuw stortte de lakennijverheid en -handel in na de ineenstorting van het aandelensysteem van John Law. Er bleef enige textielindustrie in de stad. Nog voor de Franse Revolutie werden de stadsmuur en de poorten grotendeels gesloopt. Na de revolutie werden twee gemeenten opgericht: Aubigny-Ville, het stadscentrum, en Aubigny-Villages, de buitenwijken. Aan het begin van de 20e eeuw fuseerden de twee gemeenten.

## Bezienswaardigheden
Het renaissancekasteel van Aubigny of kasteel van de Stuarts (Château des Stuarts) werd gebouwd in de 16e eeuw in opdracht van Robert Stuart. In de 17e eeuw liet Louise de Kérouaille het kasteel verbouwen. Er volgden nog aanpassingen in de 19e en de 20e eeuw. De betonnen aanbouw uit de jaren 1950 werd in 2010 afgebroken. Het kasteel bestond oorspronkelijk uit twee vleugels die met elkaar waren verbonden door een gebouw met daarin de ingang. Dit gebouw en de linkervleugel bleven bewaard. Rond het kasteel bevindt zich een park met een Franse en een Engelse tuin.
Na de stadsbrand van 1512 werd de stad heropgebouwd. Robert Stuart stelde zijn bossen ter beschikking om hout te kappen voor bouw van de vakwerkhuizen. Opmerkelijke huizen zijn het Maison François I (1519), het Maison Victorine en het Maison du Bailli. Het Maison du pont des Foulons is ouder; het overleefde de stadsbrand en is gebouwd tegen een toren van de vroegere stadsomwalling. In totaal bleven drie torens bewaard alsook enkele muurresten.
Andere gebouwen zijn het voormalige augustijnenklooster (16e en 17e eeuw) en de kerk Saint-Martin (12e en 16e eeuw).

### Afbeeldingen

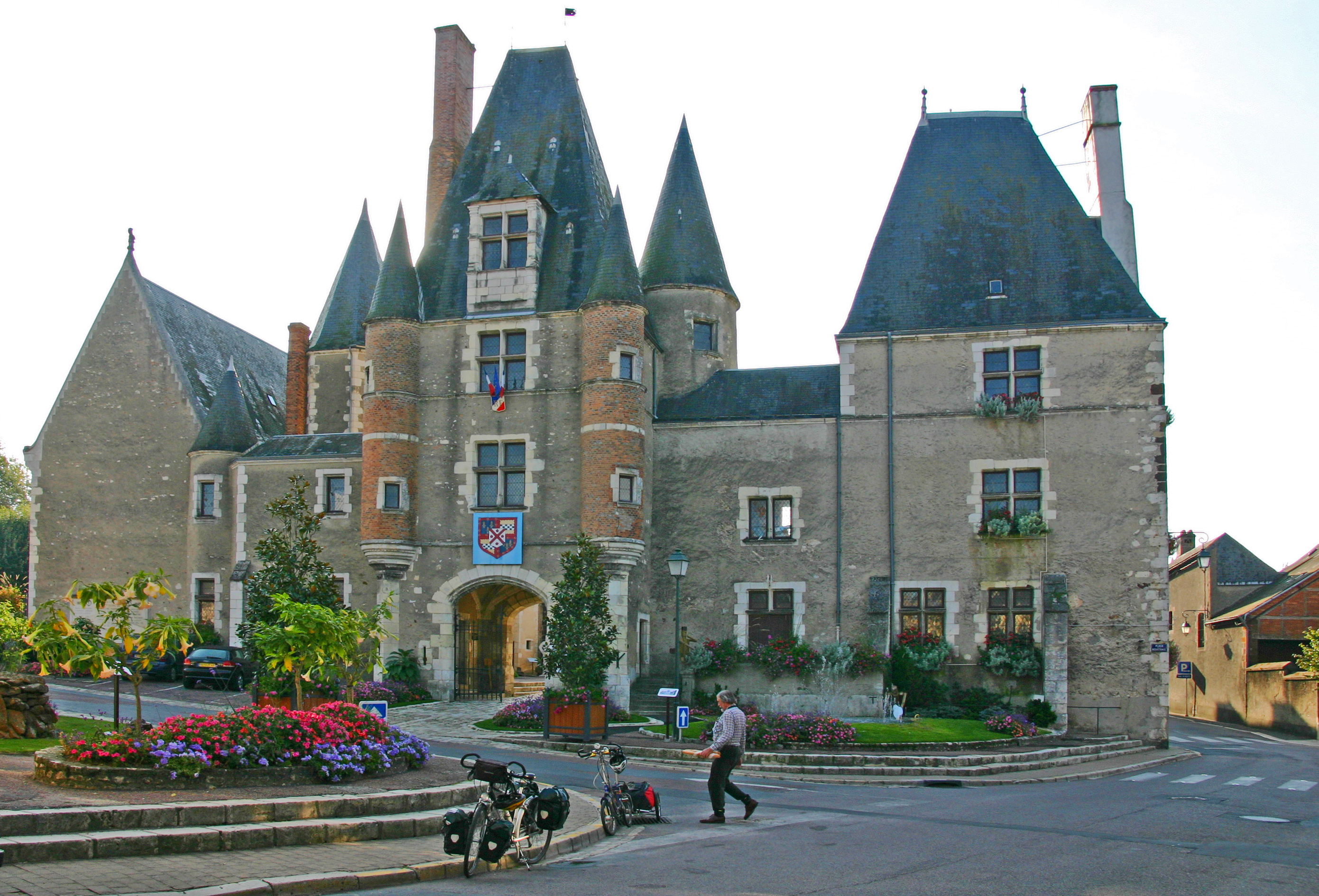
Kasteel van de Stuarts
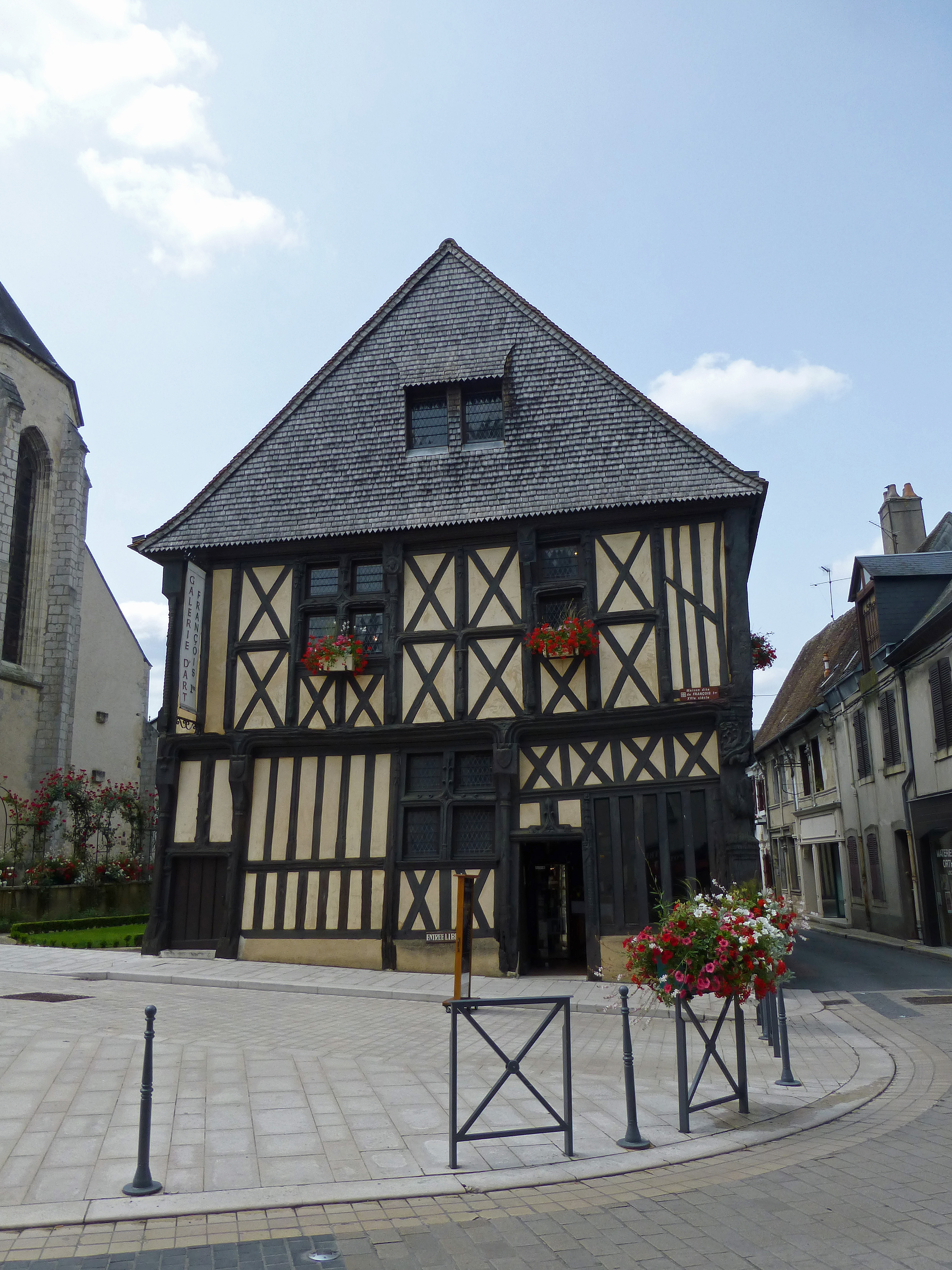
Maison François I
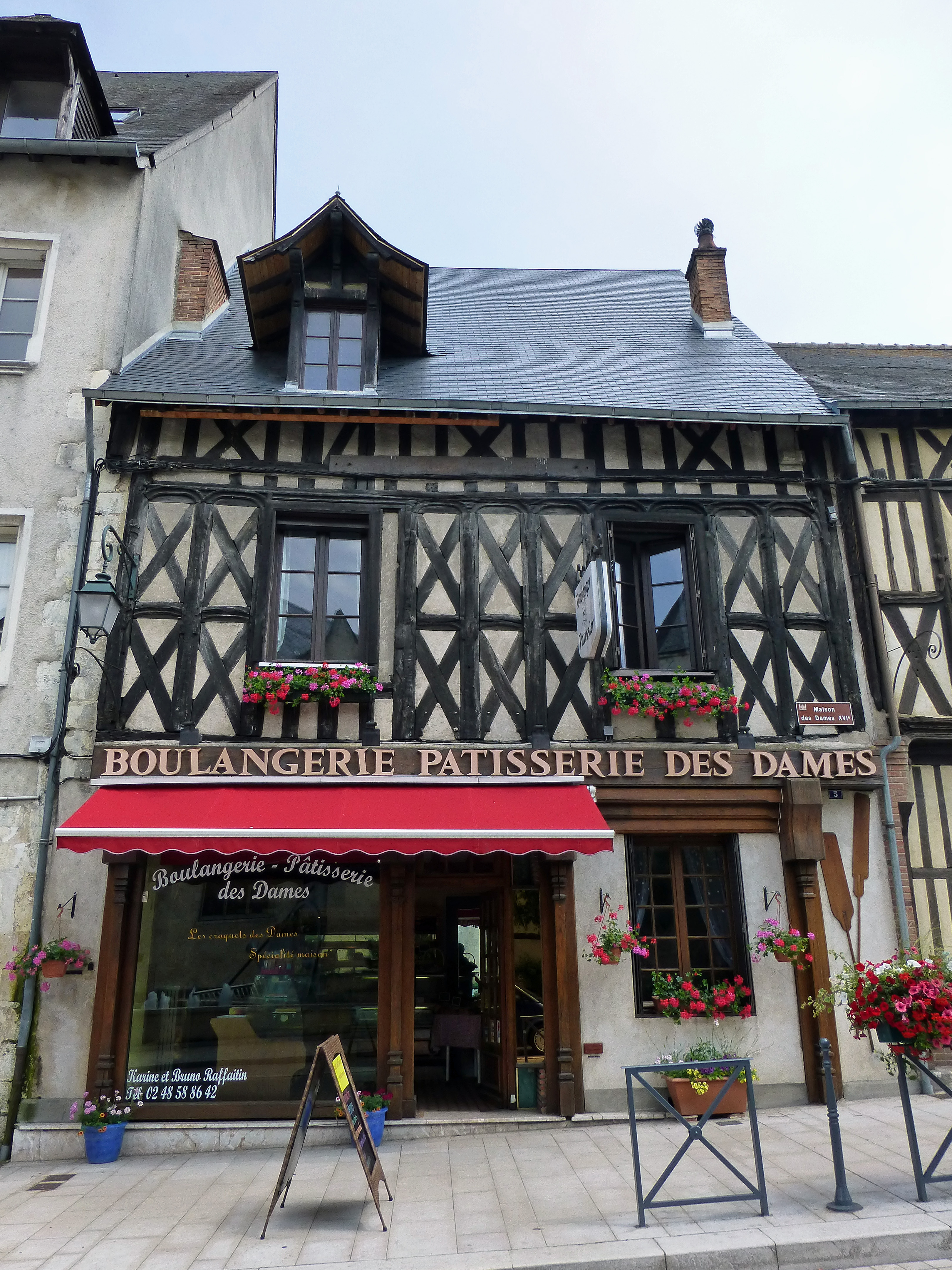
Maison des Dames
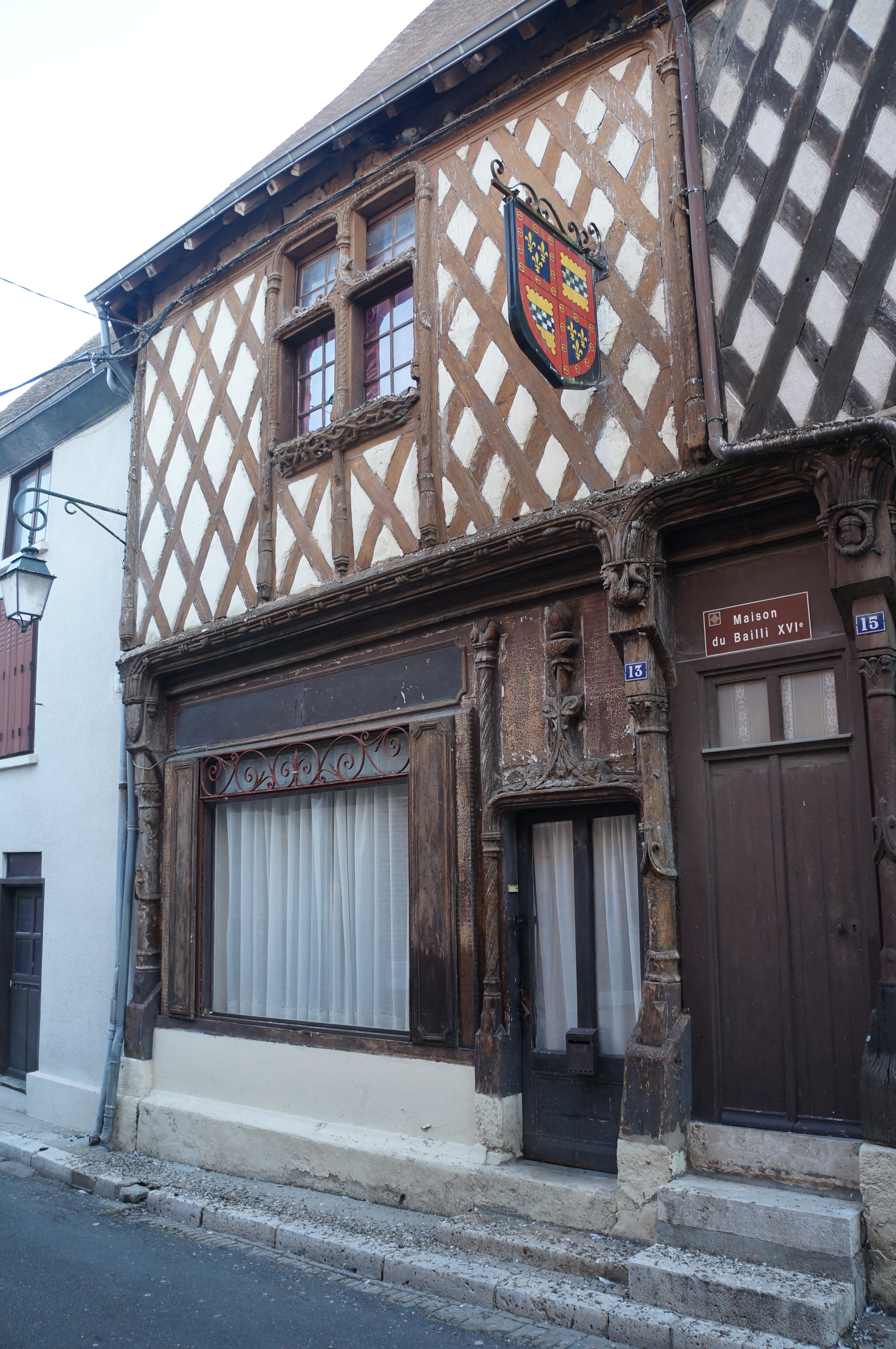
Maison du Bailli
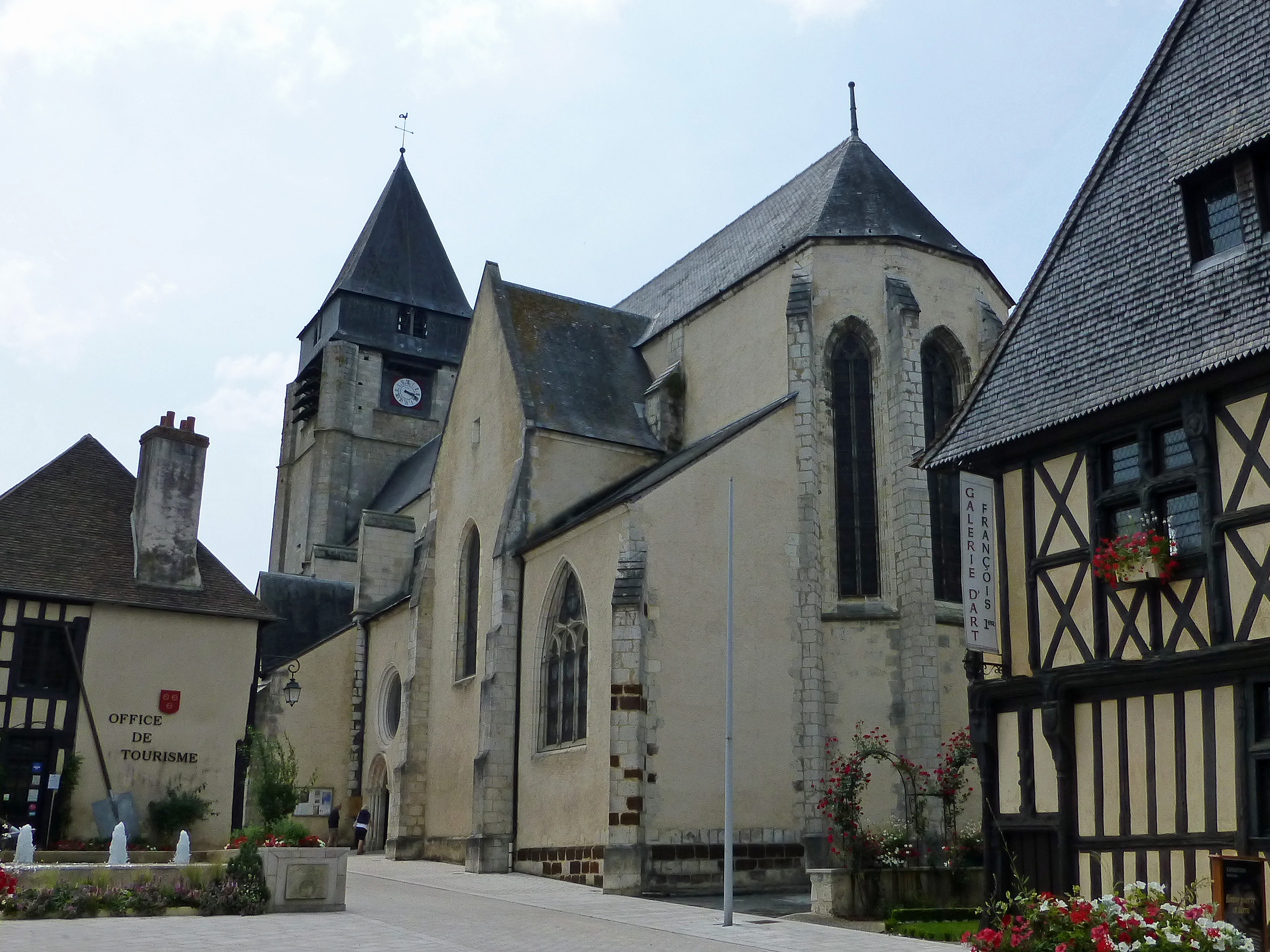
Kerk Saint-Martin
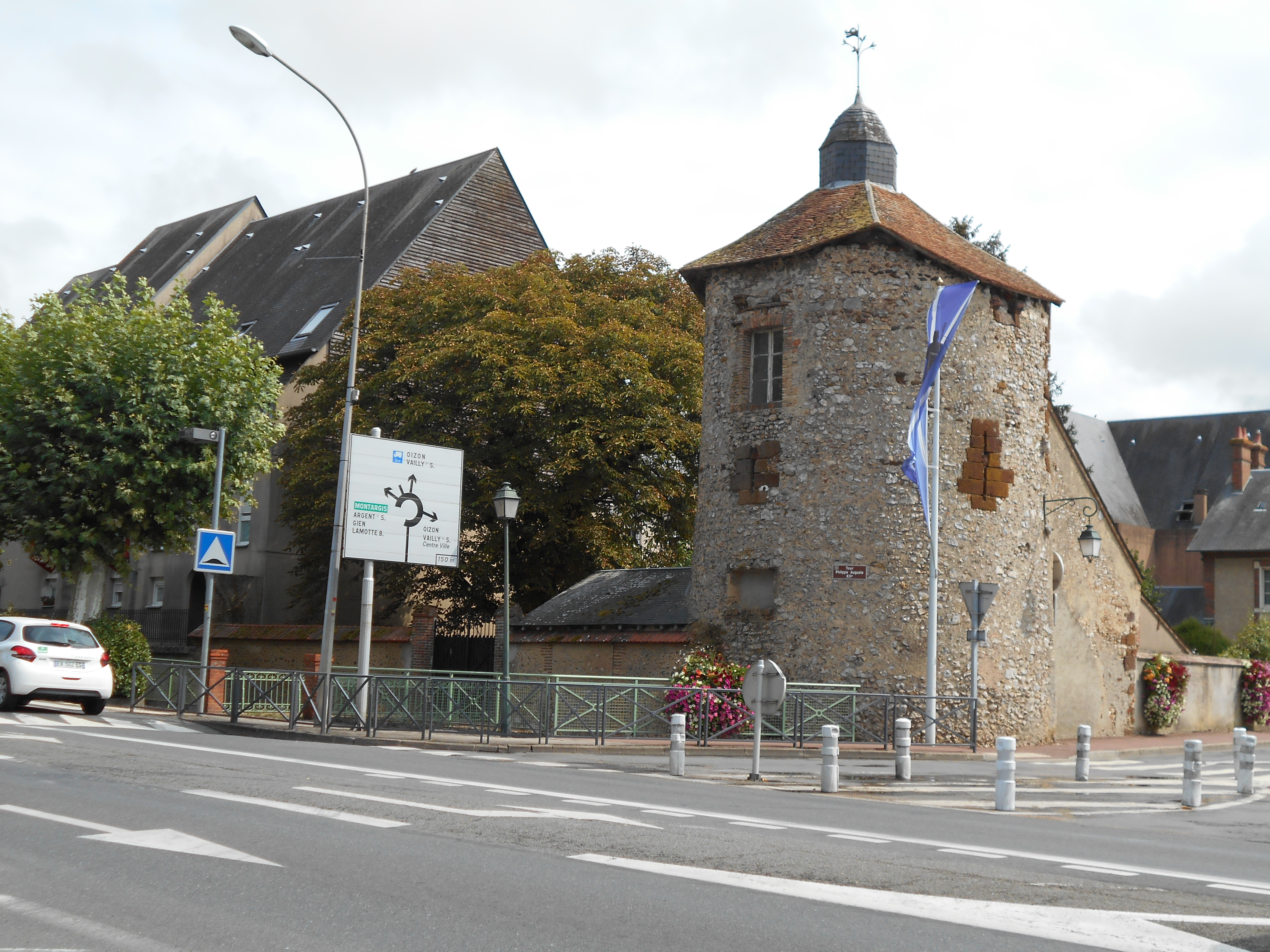
Toren van de vroegere stadsmuur

## Stedenbanden

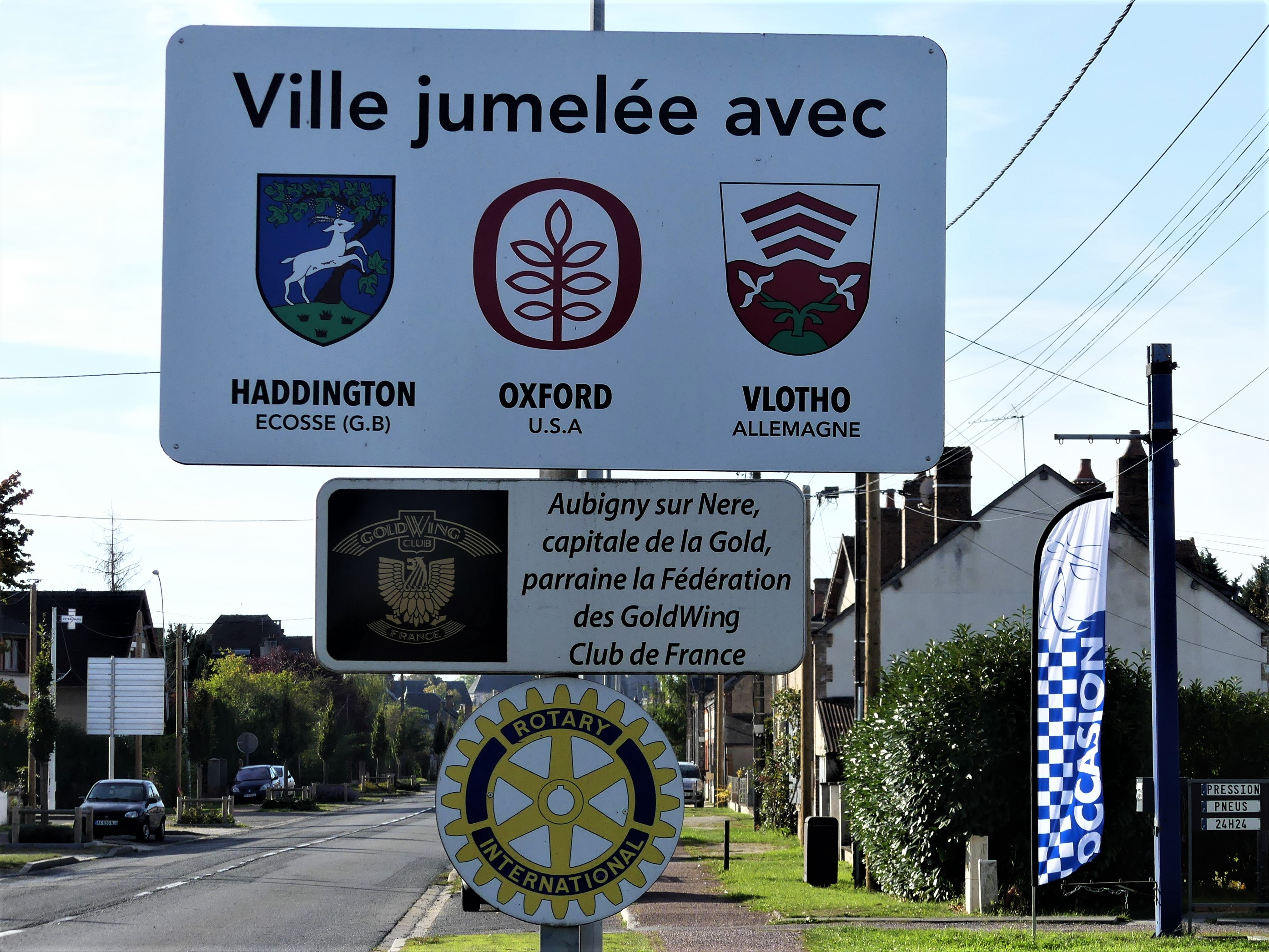
Borden bij het binnenrijden van de gemeente

Aubigny-sur-Nère heeft stedenbanden met Haddington (Schotland), Vlotho (Duitsland), Oxford (Mississippi) en Plopana (Roemenië).